# Yari Verschaeren
Yari Verschaeren (Anversa, 12 luglio 2001) è un calciatore belga, centrocampista dell'Anderlecht.

## Biografia
Ha un fratello di nome Matthias.

## Caratteristiche tecniche
È un trequartista ma può essere adattato anche come mezzala. Dispone di buona visione di gioco ed è bravo nei lanci lunghi. È stato paragonato al suo connazionale (oltre che idolo sportivo) Kevin De Bruyne.

## Carriera

### Club
Cresciuto nel settore giovanile dell'Anderlecht, ha esordito in prima squadra il 25 novembre 2018 disputando l'incontro di Pro League perso 4-2 contro il Sint-Truiden.

### Nazionale
È stato convocato dalla nazionale Under-21 belga per disputare il campionato europeo di calcio Under-21 2019, manifestazione durante la quale va a segno nella sconfitta 3-1 contro l'Italia.
Il 9 settembre 2019, a soli 18 anni, debutta in nazionale maggiore nel successo per 4-0 contro la Scozia, rimpiazzando all'86' Youri Tielemans. Il successivo 10 ottobre mette a segno la sua prima rete in nazionale, andando in gol nella vittoria per 9-0 contro San Marino, durante una gara valida per la qualificazione a Euro 2020.

## Statistiche
Statistiche aggiornate al 29 marzo 2025.

### Presenze e reti nei club
| Stagione        | Squadra         | Campionato      | Campionato | Campionato | Coppe nazionali | Coppe nazionali | Coppe nazionali | Coppe continentali | Coppe continentali | Coppe continentali | Altre coppe | Altre coppe | Altre coppe | Totale | Totale | Totale |
| Stagione        | Squadra         | Comp            | Pres       | Reti       | Comp            | Pres            | Reti            | Comp               | Pres               | Reti               | Comp        | Pres        | Reti        | Pres   | Reti   |        |
| --------------- | --------------- | --------------- | ---------- | ---------- | --------------- | --------------- | --------------- | ------------------ | ------------------ | ------------------ | ----------- | ----------- | ----------- | ------ | ------ | ------ |
| 2018-2019       | Anderlecht      | PL              | 21         | 2          | CB              | 0               | 0               | UEL                | 1                  | 0                  | SP          | 0           | 0           | 22     | 2      |        |
| 2019-2020       | Anderlecht      | PL              | 21         | 2          | CB              | 1               | 0               |                    | -                  | -                  |             | -           | -           | 22     | 2      |        |
| 2020-2021       | Anderlecht      | PL              | 22         | 6          | CB              | 1               | 0               |                    | -                  | -                  |             | -           | -           | 23     | 6      |        |
| 2021-2022       | Anderlecht      | PL              | 36         | 7          | CB              | 5               | 0               | UECL               | 4                  | 2                  |             | -           | -           | 45     | 9      |        |
| 2022-2023       | Anderlecht      | PL              | 28         | 2          | CB              | 1               | 0               | UECL               | 13                 | 2                  |             | -           | -           | 42     | 4      |        |
| 2023-2024       | Anderlecht      | PL              | 19         | 1          | CB              | 2               | 0               |                    | -                  | -                  | -           | -           | -           | 21     | 1      |        |
| 2024-2025       | Anderlecht      | PL              | 25         | 3          | CB              | 4               | 1               | UEL                | 10                 | 2                  | -           | -           | -           | 39     | 6      |        |
| Totale carriera | Totale carriera | Totale carriera | 172        | 23         |                 | 14              | 1               |                    | 28                 | 6                  |             | 0           | 0           | 214    | 30     |        |

### Cronologia presenze e reti in nazionale
| Cronologia completa delle presenze e delle reti in nazionale ― Belgio | Cronologia completa delle presenze e delle reti in nazionale ― Belgio | Cronologia completa delle presenze e delle reti in nazionale ― Belgio | Cronologia completa delle presenze e delle reti in nazionale ― Belgio | Cronologia completa delle presenze e delle reti in nazionale ― Belgio | Cronologia completa delle presenze e delle reti in nazionale ― Belgio | Cronologia completa delle presenze e delle reti in nazionale ― Belgio | Cronologia completa delle presenze e delle reti in nazionale ― Belgio |
| Data                                                                  | Città                                                                 | In casa                                                               | Risultato                                                             | Ospiti                                                                | Competizione                                                          | Reti                                                                  | Note                                                                  |
| --------------------------------------------------------------------- | --------------------------------------------------------------------- | --------------------------------------------------------------------- | --------------------------------------------------------------------- | --------------------------------------------------------------------- | --------------------------------------------------------------------- | --------------------------------------------------------------------- | --------------------------------------------------------------------- |
| 9-9-2019                                                              | Glasgow                                                               | Scozia                                                                | 0 – 4                                                                 | Belgio                                                                | Qual. Euro 2020                                                       | -                                                                     | 86’                                                                   |
| 10-10-2019                                                            | Bruxelles                                                             | Belgio                                                                | 9 – 0                                                                 | San Marino                                                            | Qual. Euro 2020                                                       | 1                                                                     | 63’                                                                   |
| 19-11-2019                                                            | Bruxelles                                                             | Belgio                                                                | 6 – 1                                                                 | Cipro                                                                 | Qual. Euro 2020                                                       | -                                                                     | 64’                                                                   |
| 8-9-2020                                                              | Bruxelles                                                             | Belgio                                                                | 5 – 1                                                                 | Islanda                                                               | UEFA Nations League 2020-2021 - 1º turno                              | -                                                                     | 65’                                                                   |
| 8-10-2020                                                             | Bruxelles                                                             | Belgio                                                                | 1 – 1                                                                 | Costa d'Avorio                                                        | Amichevole                                                            | -                                                                     | 68’                                                                   |
| 11-10-2020                                                            | Londra                                                                | Inghilterra                                                           | 2 – 1                                                                 | Belgio                                                                | UEFA Nations League 2020-2021 - 1º turno                              | -                                                                     | 73’                                                                   |
| 29-3-2022                                                             | Bruxelles                                                             | Belgio                                                                | 3 – 0                                                                 | Burkina Faso                                                          | Amichevole                                                            | -                                                                     | 53’                                                                   |
| Totale                                                                |                                                                       | Presenze                                                              | 7                                                                     |                                                                       | Reti                                                                  | 1                                                                     |                                                                       |